# Georgina Campbell
Georgina Campbell (Maidstone, 12 de junho de 1992) é uma atriz inglesa. Em 2015 ela ganhou o BAFTA TV Award de Melhor Atriz por Murdered by My Boyfriend. Seus outros papeis na televisão incluem Flowers, Broadchurch, o episódio "Hang the DJ" de Black Mirror e Krypton.